# Salzau
Die Salzau ist ein etwa 8,5 Kilometer langer Bach im Kreis Plön in Schleswig-Holstein.

## Verlauf
Sie ist neben der Mühlenau einer der zwei Abflüsse des Selenter Sees. Am Auslauf bei Fargau in die Salzau kann die Höhe des Wasserspiegels des Sees reguliert werden. Auf ihrem Weg Richtung Ostsee fließt sie in den Passader See. Diesen verlässt sie als Hagener Au, die auf den letzten Metern verrohrt in die Ostsee zwischen Laboe und Stein mündet.

## Namensgeber
Die Salzau ist Namensgeber des Ortsteils Salzau der Gemeinde Fargau-Pratjau, des dortigen Herrenhauses, das im Volksmund Schloss Salzau genannt wird, und des in diesem beheimateten ehemaligen Landeskulturzentrums.